# Boldu (Buzău)
Boldu é uma comuna romena localizada no distrito de Buzău, na região de Valáquia. A comuna possui uma área de 43.35 km² e sua população era de 2453 habitantes segundo o censo de 2007.